# 奈良県幼稚園の廃園一覧
奈良県幼稚園の廃園一覧（ならけんようちえんのはいえんいちらん）は、奈良県内の廃園になった幼稚園の一覧。対象となるのは、学制改革（1947年）以降に廃園となった幼稚園、および分園である。園名は廃園当時のもの。廃園時に幼稚園が所在していた自治体がその後合併により消滅している場合は、現行の自治体に含める。また現在休園中の県内の幼稚園（分園）も、参考として記載する。
（）内は、廃園になった年（休園の場合は、その措置が取られた年）である。

## 奈良市
- 白菊幼稚園（1955年市営化され伏見幼稚園へ）[2]
- 奈良市立狭川幼稚園（2005年休園）
- 奈良市立富雄南幼稚園（2009年奈良市立認定こども園富雄南幼稚園となり、2015年奈良市立富雄南こども園へ移行）[3]
- 奈良市立左京幼稚園（2012年佐保台幼稚園と統合し奈良市立認定こども園左京幼稚園へ）[4]
- 奈良市立佐保台幼稚園（2012年左京幼稚園と統合し認定こども園左京幼稚園へ）[4]
- 奈良市立都跡幼稚園（2014年佐紀幼稚園と統合し奈良市立都跡こども園へ）[5]
- 奈良市立佐紀幼稚園（2014年都跡幼稚園と統合し都跡こども園へ）[5]
- 奈良市立青和幼稚園（2014年奈良市立認定こども園青和幼稚園へ移行）[6]
- 奈良市立鼓阪幼稚園（2014年休園[7]、2015年廃園[8]）
- 奈良市立精華幼稚園（2014年休園[7]、2015年廃園[8]）
- 奈良市立帯解幼稚園（2015年奈良市立帯解保育園と統合し奈良市立帯解こども園へ）[5]
- 奈良市立田原幼稚園（2016年奈良市立布目保育園と統合した奈良市立布目こども園へ移行開始、2017年閉園し移行完了するも[9]、2018年休園[5]）
- 奈良市立大柳生幼稚園（2016年奈良市立柳生保育園と統合し奈良市立柳生こども園へ）[10]
- 奈良市立鼓阪北幼稚園（2017年閉園[11]、2018年奈良市立若草保育園と統合し奈良市立若草こども園へ）[12]
- 奈良市立神功幼稚園（2017年右京幼稚園および奈良市立神功保育園と統合し奈良市立神功こども園へ）[13]
- 奈良市立右京幼稚園（2017年神功幼稚園および神功保育園と統合し神功こども園へ）[13]
- 奈良市立鶴舞幼稚園（2017年奈良市立鶴舞こども園に移行し[14]、2020年社会福祉法人郡山双葉会鶴舞やまとこども園へ[15]）
- 奈良市立東市幼稚園（2017年奈良市立高円保育園と統合し奈良市立高円こども園へ）[16]
- 奈良市立東登美ヶ丘幼稚園（2018年奈良市立東登美ヶ丘こども園へ移行）[17]
- 奈良市立朱雀幼稚園（2018年奈良市立朱雀保育園と統合し奈良市立朱雀こども園へ）[18]
- 奈良市立平城幼稚園（2018年平城西幼稚園と統合し奈良市立平城こども園へ）[5]
- 奈良市立平城西幼稚園（2018年平城幼稚園と統合し平城こども園となり、2019年休園）[19]、2020年廃園[5]）
- 奈良市立辰市幼稚園（2019年奈良市立辰市保育園と統合し奈良市立辰市こども園へ）[20]
- 奈良市立伏見幼稚園（2019年奈良市立伏見こども園へ移行）[2]
- 奈良市立あやめ池幼稚園（2019年）[21]
- 奈良市立飛鳥幼稚園（2021年極楽院保育所と統合し極楽坊あすかこども園へ）[22]
- 奈良市立三碓幼稚園（2022年）[23]
- 奈良市立富雄第三幼稚園（2022年公私連携幼保連携型認定こども園富雄藍咲学園へ移行）[24]
- いさがわ幼稚園（2022年幼稚園型認定こども園いさがわ幼稚園へ移行）[25]
- 奈良市立登美ヶ丘幼稚園（2023年）[26]
- 奈良市立大宮幼稚園（2023年白藤学園おおみやこども園へ移行）[26]
- 奈良市立明治幼稚園（2023年明治わらべこども園へ移行）[26]
- 奈良市立大安寺西幼稚園（2023年大安寺西しろはとこども園へ移行）[26]

## 大和高田市
- 大和高田市立土庫幼稚園（2012年大和高田市立土庫保育所と統合し大和高田市立土庫こども園へ）[4]

## 大和郡山市
- 大和郡山市立矢田幼稚園（2018年）[27]
- 大和郡山市立平和幼稚園（2021年大和郡山市立平和保育園と統合し大和郡山市立平和認定こども園へ）[28]
- 大和郡山カトリック幼稚園〈旧〉（2021年[29]幼保連携型認定こども園大和郡山カトリック幼稚園〈新〉[30]へ移行）

## 天理市
- 天理市立福住幼稚園（2012年天理市立山田保育所と統合し天理市立やまだこども園へ）[4]
- 天理市立丹波市幼稚園（2022年南保育所と統合し天理市立丹波市南こども園へ）[31]
- 天理市立前栽幼稚園（2022年天理市立前栽こども園へ移行）[31]

## 橿原市
- 橿原市立白橿北幼稚園（2008年白橿南幼稚園を統合し橿原市立白橿幼稚園へ改称）[32]
- 橿原市立白橿南幼稚園（2008年白橿北幼稚園へ統合され白橿幼稚園となる）[32]

## 桜井市
- 桜井市立織田幼稚園〈初代〉（1997年双葉幼稚園と統合し織田幼稚園〈2代目〉へ）[33]
- 桜井市立双葉幼稚園（1997年織田幼稚園〈初代〉と統合し織田幼稚園〈2代目〉へ）[33]
- 桜井市立織田幼稚園〈2代目〉（2009年纒向幼稚園と統合し桜井市立織田纒向幼稚園へ）[33]
- 桜井市立纒向幼稚園（2009年織田幼稚園〈2代目〉と統合し織田纒向幼稚園へ）[33]
- 畿央大学付属幼稚園（2022年休園[34]、2023年廃園[35]）

## 五條市
- 五條市立賀名生幼稚園（2009年白銀北幼稚園と統合し五條市立西吉野幼稚園へ）[36]
- 五條市立白銀北幼稚園（2009年賀名生幼稚園と統合し西吉野幼稚園へ）[36]
- 五條市立五條幼稚園（2022年五條保育所・牧野保育所・岡保育所と統合し[37]五條市立みらいこども園[38]へ）
- 五條市立西吉野幼稚園（2022年南宇智保育所および阪合部保育所と統合し[37]五條市立きぼうこども園[39]へ）

## 御所市
- 御所市立葛幼稚園（2003年休園[4]、2018年廃園[19]）
- 御所市立大正幼稚園（2015年休園）[19]

## 生駒市
- 北倭幼稚園（1955年北倭村立化され、1956年生駒市立高山幼稚園へ改称）[40]
- 生駒市立高山幼稚園（2018年社会福祉法人北倭保育園へ譲渡され、たかやまこども園へ）[40]

## 香芝市
- 香芝市立下田幼稚園（2017年香芝市立認定こども園下田幼稚園へ移行）[11]
- 香芝市立鎌田幼稚園（2017年香芝市立認定こども園鎌田幼稚園へ移行）[11]
- せいか幼稚園〈旧〉（2017年幼保連携型認定こども園せいか幼稚園〈新〉へ移行）[41]
- 香芝市立真美ヶ丘東幼稚園（2022年香芝市立認定こども園真美ヶ丘東幼稚園へ移行）[42]
- 香芝市立志都美幼稚園（2022年休園）[43]

## 葛󠄀城市
- 葛城市立磐城小学校附属幼稚園（2022年葛城市立磐城認定こども園へ移行）[44]

## 宇陀市
- 宇陀市立大王幼稚園（2006年伊那佐幼稚園と統合し榛原西幼稚園へ）[45]
- 宇陀市立伊那佐幼稚園（2006年大王幼稚園と統合し榛原西幼稚園へ）[45]
- 宇陀市立榛原西幼稚園（2020年宇陀市立榛原幼稚園へ統合）[45]

## 生駒郡
- 大道幼稚園（2019年）[46]
- 斑鳩町立斑鳩西幼稚園（2024年公私連携幼保連携型認定こども園レイモンド斑鳩こども園へ移行）[47]

## 磯城郡
- 田原本町立東幼稚園（2021年休園）[48]

## 高市郡
- 高取町立高取幼稚園（2022年育成幼稚園と統合し高取町立たかとり幼稚園へ）[49]
- 高取町立育成幼稚園（2022年高取幼稚園と統合したかとり幼稚園へ）[49]

## 北葛城郡
- 王寺町立王寺幼稚園（2022年）[50]
- 広陵町立広陵北幼稚園（2018年広陵町立広陵北保育園と統合し広陵町立広陵北かぐやこども園へ）[51]
- 広陵町立広陵西幼稚園（2023年広陵西第二幼稚園と統合し畿央大学付属広陵こども園へ）[52]
- 広陵町立広陵西第二幼稚園（2023年広陵西幼稚園と統合し畿央大学付属広陵こども園へ）[52]
- 西大和双葉幼稚園（2017年）[53]

## 吉野郡
- 大淀町立大淀幼稚園（2013年大淀町立大淀東部幼稚園〈旧：東部幼稚園〉と大淀町立大淀西部幼稚園〈旧：西部幼稚園〉に分割）[54]
- 北野幼稚園（2015年）[55]
- 大淀町立大淀東部幼稚園（2022年休園[56]、2023年廃園[57]）
- 大淀町立大淀西部幼稚園（2023年）[57]
- 下市町立丹生幼稚園（1998年休園[19]、2021年廃園[58]）
- 下市町立下市南幼稚園（2010年休園[19]、2021年廃園[59]）
- 下市町立阿知賀幼稚園（2011年休園[19]、2021年廃園[60]）
- 黒滝村立黒滝幼稚園（2014年黒滝村立黒滝こども園へ移行）[61]